# Єнджихув (Опольське воєводство)
Єнджихув (пол. Jędrzychów, нім. Heidersdorf) — село в Польщі, у гміні Ниса Ниського повіту Опольського воєводства.
Населення — 972 особи (2011).

## Демографія
Демографічна структура станом на 31 березня 2011 року:
|          | Загалом | Допрацездатний вік | Працездатний вік | Постпрацездатний вік |
| -------- | ------- | ------------------ | ---------------- | -------------------- |
| Чоловіки | 480     | 106                | 331              | 43                   |
| Жінки    | 492     | 88                 | 297              | 107                  |
| Разом    | 972     | 194                | 628              | 150                  |